# De Ruyter (Schiff, 1902)
Die De Ruyter war ein kleines niederländisches Linienschiff oder Küstenpanzerschiff des frühen 20. Jahrhunderts. Sie wurde 1902 von der Koninklijke Marine in Dienst gestellt und war das sechste Schiff das nach dem Admiral Michiel de Ruyter benannt wurde. Sie unternahm Reisen nach Niederländisch-Westindien wie auch Niederländisch-Indien und diente danach in letzterem Gebiet als Flotten-Flaggschiff für Ostasien. 

## Technik
Das Schiff war mit einem 50 mm starken gewölbten Panzerdeck ausgestattet, das bis 1,3 m unter die Wasserlinie reichte. Die Wasserlinie war durch einen Gürtelpanzer aus Kc-Panzerung von 150 bis 100 mm Stärke geschützt, der von der Unterkante des Panzerdecks bis zu 0,6 m über die Wasserlinie reichte. Die Bewaffnung bestand aus zehn Schnellfeuerkanonen unterschiedlicher Kaliber (2 × 24 cm, 4 × 15 cm, 8 × 7,5 cm, 4 × 37 mm) sowie drei Torpedorohren mit sechs Torpedos. Die Antriebsanlage bestand aus zwei Dreifach-Expansions-Dampfmaschinen mit Direktantrieb, die eine Höchstgeschwindigkeit von 16 kn (29,63 km/h) ermöglichten. Das Schiff verfügte über elektrische Beleuchtung, wasserdichte Schotten sowie eine Zwangsbelüftung des Innenraums über zwei Ventilatoren. Die Verdrängung betrug 5000 Tonnen.

## Geschichte
Die Kiellegung der De Ruyter erfolgte am 12. Mai 1900. Am 28. September 1901 fand der Stapellauf statt.
Die offizielle Indienststellung war am 29. Oktober 1902 unter dem Kommando von Kapitän zur See (KtZ) A.C. van der Sande Lacoste. Die De Ruyter unternahm Reisen nach Niederländisch-Westindien als auch Niederländisch-Indien. Sie fuhr Einsätze in Ostasien und nahm dort unter anderem 1905 an der Boni-Expedition teil wie auch an einer Expedition gegen Bali im Jahre 1906. Von 1918 bis 1919 diente sie als Geschwaderflaggschiff der Flotte in Niederländisch-Indien.

## Verbleib
Das Schiff wurde 1919 nach der Rückkehr in den Niederlanden außer Dienst gestellt und 1924 an die Reichswerft (niederländisch: Rijkswerf) in Den Helder zum Verschrotten verkauft.

## Technische Daten
- Antriebsanlage:
 2 Dreifach-Expansions-Dampfmaschinen mit Direktantrieb
- Höchstgeschwindigkeit:
 16,00 kn (29,63 km/h)
- Bewaffnung:
2 Schnellfeuerkanonen 24 cm L/40 in gepanzerten Einzeltürmen auf dem Vorder- und Achterdeck
4 Schnellfeuerkanonen 15 cm L/40 auf dem Oberdeck
8 Schnellfeuerkanonen 7,5 cm L/40 (später verringert und teilweise durch 7,5 cm Flak  ersetzt)
4 Kanonen 37 mm
3 Torpedorohre 45 cm mit 6 Torpedos (1 Überwasserrohr im Bug, je 1 Unterwasserrohr an jeder Seite fest eingebaut)
- Panzerung:
Seitenpanzer: 150–100 mm
Panzerdeck: 50 mm (Böschungen ebenfalls 50 mm)
Schwere Artillerie: Türme und Barbetten 250 mm
Mittelartillerie: Schilde 100 mm